# كاميرون سكوت
كاميرون سكوت (بالإنجليزية: Cameron Scott)‏ هو دراج على المضمار أسترالي، ولد في 4 يناير 1998 في واجا واجا في أستراليا.

## وصلات خارجية
- كاميرون سكوت على موقع الاتحاد الدولي للدراجات (الإنجليزية)
- كاميرون سكوت على موقع أرشيف الدراجات (الإنجليزية)
- كاميرون سكوت على موقع إحصائيات الدراجات الإحترافية (الإنجليزية)
- كاميرون سكوت على موقع نسبة الدراجات (الإنجليزية)
- كاميرون سكوت على موقع CycleBase (الإنجليزية)